# Aracaju
Aracaju je grad u Brazilu. Nalazi se u saveznoj državi Sergipe. Prema procjeni iz 2007. u gradu je živjelo 520.207 stanovnika.

## Stanovništvo
Prema procjeni iz 2007. u gradu je živjelo 520.207 stanovnika.
| 1991.   | 2000.   |
| ------- | ------- |
| 402.341 | 461.534 |

## Vanjske poveznice
- Službena stranica  Arhivirana inačica izvorne stranice od 2. svibnja 2022. (Wayback Machine)